# Định lý cấu trúc cho các mô đun hữu hạn sinh trên một vành chính
Trong toán học, trong lĩnh vực đại số trừu tượng, định lý cấu trúc cho các mô đun hữu hạn sinh trên một vành chính  là một tổng quát hóa của định lý cơ bản của các nhóm abel hữu hạn sinh. Đại khái là các mô đun hữu hạn sinh trên một vành chính có thể được phân tách duy nhất theo cách tương tự như sự phân tách các số nguyên thành các thừa số nguyên tố. Kết quả cung cấp một khuôn khổ đơn giản để hiểu rõ hơn sự tồn tại của các dạng chính tắc khác nhau của các ma trận vuông.

## Phát biểu
Định lý cấu trúc cho các mô-đun hữu hạn sinh trên một vành chính thường xuất hiện dưới hai dạng sau.

### Phân tách thừa số bất biến
Với mọi mô-đun M hữu hạn sinh trên một vành chính R, tồn tại một dãy giảm duy nhất các i-đê-an thực sự {\displaystyle (d_{1})\supseteq (d_{2})\supseteq \cdots \supseteq (d_{n})} sao cho M đẳng cấu với tổng trực tiếp của các mô-đun cyclic:
{\displaystyle M\cong \bigoplus _{i}R/(d_{i})=R/(d_{1})\oplus R/(d_{2})\oplus \cdots \oplus R/(d_{n}).}
Các phần tử sinh {\displaystyle d_{i}} là duy nhất xê xích một phép nhân đơn vị.

### Phân tách thừa số nguyên sơ
Mỗi mô-đun M hữu hạn sinh trên một vành chính R đẳng cấu với một mô-đun có dạng 
{\displaystyle \bigoplus _{i}R/(q_{i})}
với {\displaystyle (q_{i})\neq R} và {\displaystyle (q_{i})} là các i-đê-an nguyên sơ. Các phần tử sinh {\displaystyle q_{i}} là duy nhất (xê xích một phép nhân đơn vị).